# Tripel

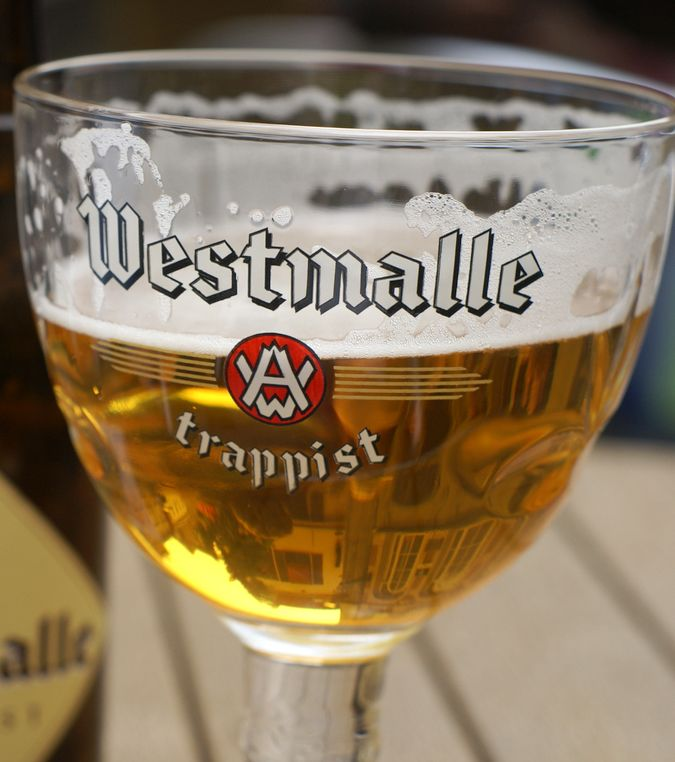
Westmalle Tripel.

Tripel es un término utilizado en los Países Bajos para describir un estilo de cerveza strong ale. La denominación tripel fue utilizada por primera vez en 1956 por la cervecería trapista de Westmalle para rebautizar la cerveza más fuerte de su gama. Posteriormente las cervecerías de Bélgica imitaron esto y lanzaron nuevas cervezas más fuertes siguiendo este estilo, y en 1987 otra cervecería trapista, Koningshoeven en los Países Bajos, también expandió su gama con La Trappe Tripel. El término se aplica a una gama de cervezas secular con un estilo similar a la strong ale en el estilo de Westmalle Tripel.

## Historia
La denominación tripel proviene de los antiguos Países Bajos, es decir, los Países Bajos actuales y Bélgica. El origen moderno de las tripels se da en Bélgica, en la década de 1930. Westmalle sacó al mercado una cerveza bajo el nombre Superbier. Era una ale fuerte y muy probablemente se basaba en una cerveza que los monjes habían estado elaborando esporádicamente desde 1931. En 1956 lo rebautizaron como Tripel, y la popularidad de aquella marca hizo que el nombre a día de hoy siga estando fuertemente asociado con la cervecería Westmalle. En 1956, la receta fue modificada por el Hermano Thomas, el maestro cervecero de Westmalle, mediante la adición de más lúpulos, y fue renombrada como Tripel, y ha permanecido esencialmente sin cambios desde entonces.
Tim Webb en su Good Beer Guide to Belgium dice que algunas de las cervezas llamadas Tripel antes de 1956 eran de color oscuro.